# Aeroportul Maimun Saleh
Aeroportul Maimun Saleh (IATA: SBG, ICAO: WIAB) este un aeroport din Sabang⁠(d), Aceh⁠(d), Indonezia.
Situat la o altitudine de 120 m, aeroportul dispune de o singură pistă.